# زاهد تارک دنیا
زاهد تارک دنیا (به هندی: Sanyasi) فیلمی محصول سال ۱۹۷۵ و به کارگردانی سوهانلال کانوار است. در این فیلم بازیگرانی همچون مانوج کومار، هما مالینی، پریم نات، پریم چوپرا، آریونا ایرانی، پران، کامینی کاشال ایفای نقش کرده‌اند.